# Salomon Gesner
Salomon Gesner pisany też jako Gessner lub Geßner ur. 8 listopada 1559 w Bunzlau; zm. 7 lutego 1605 w Wittenberdze – niemiecki teolog luterański z okresu Reformacji.
Był synem subdiakona bolesławieckiego Paula Gesnera i Anny z domu Cunradin. Jego ojciec był jednym z pierwszych uczniów Marcina Lutra. Kształcił się w Opawie, Bolesławcu i Wrocławiu.